# Expedició francoespanyola a Cotxinxina
L'Expedició francoespanyola a Cotxinxina va ser una campanya militar al Vietnam a mitjan segle xix i que va ser el precedent de la colonització francesa d'Indoxina. L'operació es va realitzar per part d'una coalició formada pel Segon Imperi Francès i el regne d'Espanya que varen enviar un grup de forces expedicionàries a la península d'Indoxina amb la intenció de castigar el règim vietnamita per les matances de catòlics produïdes a la zona poc abans.

## Antecedents
Durant el regnat d'Isabel II, la presència d'Espanya a Àsia era gairebé irrellevant, amb excepció de les Filipines, colònia amb presència de comerciants espanyols dedicats al negoci de la importació d'espècies, però al regne d'Annam si que hi existia una activitat missional significativa. D'altra banda, des de finals de 1787 França tractava d'estendre els seus dominis per Àsia en competència desigual amb els britànics, especialment a les zones d'influència xinesa com al regne d'Annam (posteriorment Vietnam).
El 10 de juliol de 1857, a aquesta zona, alguns catòlics i missioners espanyols van ser assassinats, entre ells el bisbe de Platea, José María Díaz Sanjurjo. L'1 de desembre, el Ministre d'Afers Exteriors francès va comunicar al seu homòleg espanyol que Lluís Napoleó III havia donat ordres a l'esquadra francesa a la zona per dirigir-se davant les costes del regne d'Annam i exigir a les seves autoritats, garanties suficients per als seus ciutadans. També demanava la participació de la flota espanyola instal·lada a les Filipines, cosa a la qual el govern del president O'Donnell va accedir amb un encès ardor patriòtic el 23 de desembre.

## Quàdruple Aliança
En virtut dels tractats de la Quàdruple Aliança, França i Espanya van acordar l'enviament d'una expedició marítima de càstig a la zona que va arribar el 31 d'agost de 1858. El comandament de les unitats espanyoles es va posar al comandament del coronel Bernardo Ruiz de Lanzarote. Espanya va enviar el vapor de Guerra Jorge Juan, al qual es va unir més tard la corbeta Narváez i la goleta Constància el 1860, un regiment d'infanteria, dues companyies de caçadors, tres seccions d'artilleria i altres forces auxiliars. Amb aquesta composició, i des de Manila, es va fer a la mar la flota espanyola unint-se a la francesa composta per una fragata, dues corbetes d'hèlix, cinc canoneres i cinc transports amb tropes, comandada pel contraalmirall Rigault de Genouilly, amb l'objectiu d'atacar primerament la badia de Turana amb la intenció de capturar la capital, Hué, cosa que no van aconseguir. Posteriorment la flota combinada es va dirigir a Saigon, ciutat què varen assaltar el 17 de febrer de 1859. Durant sis mesos la ciutat va ser assetjada pels annamites amb només 900 homes (800 francesos i 100 espanyols) per defensar-la fins a l'arribada de reforços francesos. Mentrestant, el nou cap de l'expedició que va substituir Genouilly, Page, va ordenar la retirada de les tropes espanyoles no acantonades a Saigon, sense prèvia consulta al Govern espanyol. El tinent coronel Carles Palanca Gutiérrez va romandre a la zona mentre el coronel Ruiz de Lanzarote tornava a Manila.
El 23 de març de 1862 es donava per conclòs el conflicte després de la conquesta de l'àrea d'influència a la zona meridional del país coneguda com a Cotxinxina, signant-se la pau el 14 d'abril.

## La pau
El que va començar com una expedició punitiva menor s'havia convertit en una guerra llarga, amarga i costosa. Era impensable que França pogués sortir d'aquesta lluita amb les mans buides. El ministre de Tu Duc Phan Thanh Gian va signar un tractat el 5 de juny de 1862 amb l'Almirall Bonard i el representant espanyol, el coronel valencià Carles Palanca i Gutiérrez, darrer detall negat per la historiografia oficial espanyola.
El Tractat de Saigon obligava el Vietnam a:
- permetre que es prediqués i practiqués lliurement la fe catòlica al seu territori
- cedir les províncies de Bé Hoa, Gia Dinh i Dinh Tuong i l'illa de Poul Condor a França
- permetre als francesos el lliure comerç i viatjar lliurement al llarg del riu Mekong
- obrir Tourane, Quang Ien Lac i Ba (a la desembocadura del riu Vermell) com ports comercials
- pagar una indemnització d'un milió de dòlars a França i Espanya per un període de deu anys.

Els francesos van posar les tres províncies del Vietnam del Sud sota el control del Ministeri de Marina. Així va néixer la colònia francesa de Cotxinxina, amb la seva capital a Saigon.
Poc després de les operacions, que van culminar amb l'ocupació d'un vast territori. Espanya va donar-se per satisfeta amb les garanties atorgades per les autoritats locals envers el culte cristià, igual que francesos i britànics, en virtut del Tractat de Tianjin, si bé va renunciar a les pretensions territorials a la zona, amb totes les conseqüències què en poguessin esdevenir, com ja havia fet anys abans a Algèria, també a favor de França. Amb l'expedició, França va refermar les bases del seu domini a Indoxina, segons Becker "Espanya va procedir amb veritable candidesa, d'això se'n va aprofitar França per a demanar tots els avantatges".